# Borovice pohorská
Borovice pohorská  (Pinus monticola) je velká severoamerická pětijehličná borovice.

## Synonyma
- Pinus monticola varieta minima
- Pinus strobus varieta monticola
- Strobus monticola

## Popis
Stálezelený, jehličnatý, větrosprašný, jednodomý a rychle rostoucí strom (kolem 75 cm za rok), dorůstající do výšky až 70 m a dožívající se věku nad 400 let. Kmen je přímý a dosahuje i průměru 2,5 m. Větve jsou rozprostřené a stoupající a téměř uspořádané v přeslenech. Koruna je zprvu úzce kuželovitá, později široká a zploštělá. Borka je u mladých stromů šedozelená, hladká a tenká, u starších šedohnědá a rozbrázděná do obdélníkových až šestihranných šupinovitých plátů a tlustá kolem 5 cm. Letorosty jsou zprvu tenké, bledě červenohnědé, pokryté rezavými chlupy, mírně žlázovité, málokdy hladké, později purpurovohnědé či šedé a hladké. Pupeny jsou elipsoidní či válcovité, rezavě zbarvené, mírně pryskyřičnaté a 4–5 mm dlouhé.
Jehlice jsou rovné, mírně zakroucené, pružné, rozprostřené až vzestupné, modrozelené; vyskytují se ve svazečcích (Fasciculus) po 5. Dlouhé jsou 4–10 cm dlouhé a široké 0,7–1 mm, trojstranné, na okrajích nepatrně vroubkované a s ostrou špičkou; s řadami průduchů (Stomata) na horních površích a bez zřejmých řad průduchů na spodních površích. Svazečkové pochvy jsou 10–15 mm dlouhé a brzy opadávají; jehlice zůstávají na stromě 3-4 roky.
Samčí (pylové) šištice (Microstrobilus) jsou žluté, elipsoidní, 10–15 mm dlouhé, seskupené blízko konců větví. Samičí (semenné) šištice – šišky (Megastrobilus) jsou souměrné, před rozevřením kopinatě až elipsoidně válcovité, po rozevření široce kopinaté až elipsoidně válcovité; hnědé až žluté, bez purpurového či šedého nádechu; pryskyřičnaté. Visí ve shlucích blízko konců větví v horní části koruny na 2 cm dlouhých stopkách; šišky jsou 10–25 cm dlouhé, dozrávají druhým rokem a po vypadnutí semen opadávají. Šupiny šišek jsou tenké. Přírůstek prvního roku (Umbo) je koncový a snížený. Semena jsou stlačená, široce obvejčitě deltovitá, červenohnědá a 5–7 mm dlouhá. Křídla semen jsou 20–25 mm dlouhá.

## Příbuznost
Borovice pohorská se vyskytuje ve dvou varietách: Pinus monticola varieta minima a Pinus monticola varieta monticola. Borovice pohorská je příbuzná borovici vejmutovce.

## Výskyt
Domovinou borovice pohorské je Kanada (provincie Alberta a Britská Kolumbie) a Spojené státy americké (státy Idaho, Kalifornie, Montana, Nevada, Oregon a Washington).

## Ekologie
Borovice pohorská roste nejčastěji v přímořských oblastech Kanady a Spojených států amerických, v oblastech s vlhkými zimami a suchými léty. Roční srážkové úhrny na ostrově Vancouver a v Kaskádovém pohoří se pohybují kolem 1500–2010 mm, v pohoří Siskiyou Mountains okolo 510–1520 mm, v horském pásmu Sierra Nevada kolem 760–1500 mm a v oblasti Inland Empire (Inland Northwest) kolem 710–1520 mm. V Britské Kolumbii strom roste v kotlinách a údolích pouze do nadmořských výšek 450 m, zatímco v Kalifornii roste až do výšek 3000 m. Borovice pohorská tvoří jak rozsáhlé samostatné jednodruhové lesy, tak též lesy smíšené, především s jinými jehličnany: s cypřiškem Lawsonovým, douglaskou tisolistou, jedlovcem Mertensovým (Tsuga mertensiana), jedlovcem západním, modřínem západoamerickým (Larix occidentalis), pazeravem sbíhavým, zeravem obrovským, z borovic s borovicí Balfourovou, borovicí bělokmennou, borovicí Jeffreyovou, borovicí Lambertovou, borovicí ohebnou, borovicí pokroucenou, borovicí těžkou, z jedlí například s jedlí nádhernou, jedlí obrovskou, jedlí ojíněnou, jedlí plstnatoplodou a jedlí vznešenou, ze smrků se smrkem Engelmannovým a smrkem sitkou. Podrost bývá tvořen celoterčníkem různobarvým (Holodiscus discolor), javorem lysým (Acer glabrum), kopytníkem Asarum caudatum, muchovníkem olšolistým (Amelanchier alnifolia), tisem západoamerickým (Taxus brevifolia) a dalšími. Borovice pohorská je mrazuvzdorná do –34,3 °C, nesnáší zastínění.
Roste v různých typech půd, například čedičového, sedimentárního, svorového či žulového původu. Strom nejlépe roste v půdách hlubokých, dobře odvodňovaných a zadržujících vlhkost, když pH půdy je mezi 4,5–6,8 . Borovice pohorská poskytuje životní prostředí, úkryt a potravu mnoha zvířatům. Jehlice tohoto stromu slouží jako nouzový zimní zdroj v případě nedostatku jiné potravy jelenci černoocasému (Odocoileus hemionus columbianus), občasně také jako zdroj potravy a úkryt jelenu Wapiti. Semeny stromu se živí křečci rodu Peromyscus a čikarí červený Tamiasciurus hudsonicus.

## Nepřátelé a nemoci
Borovice pohorská je nejvíce ohrožována rzí vejmutovkovou, která strom často zabije. Pro minimalizaci škod způsobených rzí je třeba pěstovat semenáče tohoto stromu ze semen získaných z vůči této rzi přirozeně odolných stromů. Borovice pohorská je hlavním hostitelem trpasličího jmelí Arceuthobium monticola. Na kořenech stromu někdy rostou houby václavky, které strom oslabují a někdy zabijí, i další druhy hub. Taktéž občas stromu škodí lýkohub Dendroctonus ponderosae a další. Strom nesnáší oxid siřičitý a fluoridy, které způsobují žloutnutí a předčasný opad jehličí. Středně silná borka chrání strom pouze průměrně proti ohni, nicméně mladé stromy jsou pro tenkou borku ohněm velmi zranitelné.

## Využití člověkem
Borovice pohorská je významným zdrojem vysoce kvalitního dřeva, používaného na vnitřní konstrukce a obložení, na výrobu oken, dveří, překližky, nábytku, zápalek a párátek. Pro svou náchylnost ke rzi vejmutovkové není borovice pohorská, podobně jako borovice Lambertova, příliš vhodná pro těžbu exotického dřeva v Evropě a v jiných částech mírného pásma, kde se tento patogen vyskytuje. Borovice pohorská je pěstována v několika arboretech a chráněných krajinných oblastech, v hortikultuře je ovšem neobvyklá a je známo jen několik kultivarů. Borovice pohorská je státním stromem státu Idaho. Domorodí Američané (Indiáni) míchali z pryskyřice léčivé obklady na rány, žvýkali pryskyřici, z borky tkali koše a další nádoby.

## Ohrožení
Borovice pohorská je organizací IUCN považována za téměř ohroženou a tendence její populace je klesající. Mezi faktory ohrožující tento strom patří snížená regenerace populace v důsledku konkurence, útoky rzi vejmutovkové, kácení a potlačování přirozených lesních požárů, neboť lesní požáry významně likvidují pro tento strom konkurenční jehličnany.

## Galerie

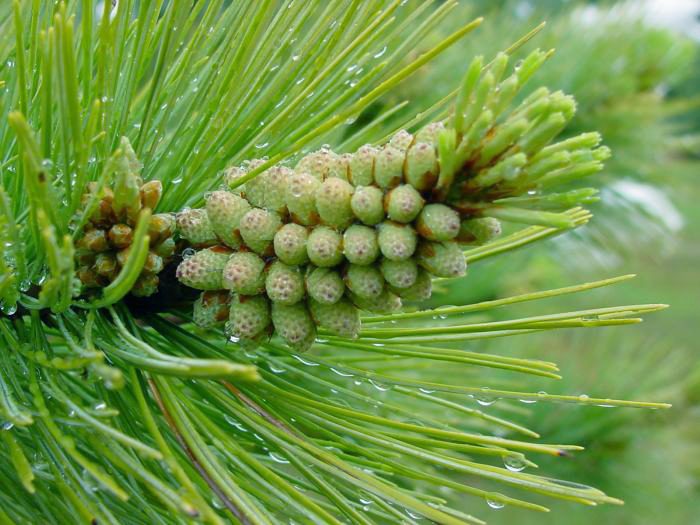
Borovice pohorská, samčí šištice před opylováním.
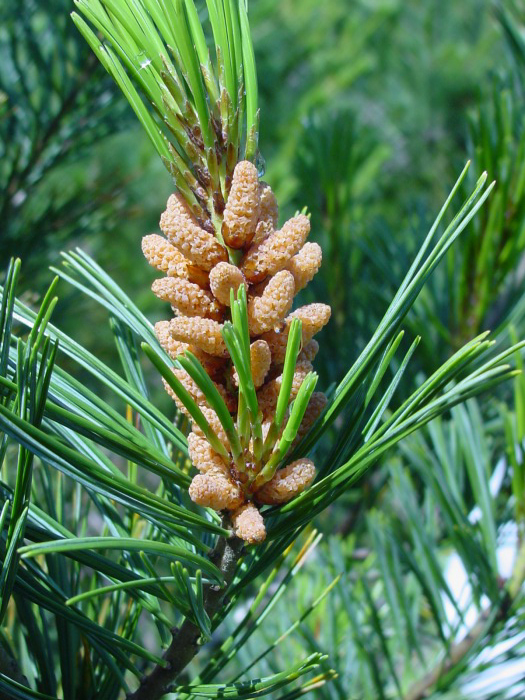
Borovice pohorská, samčí šištice po opylování.
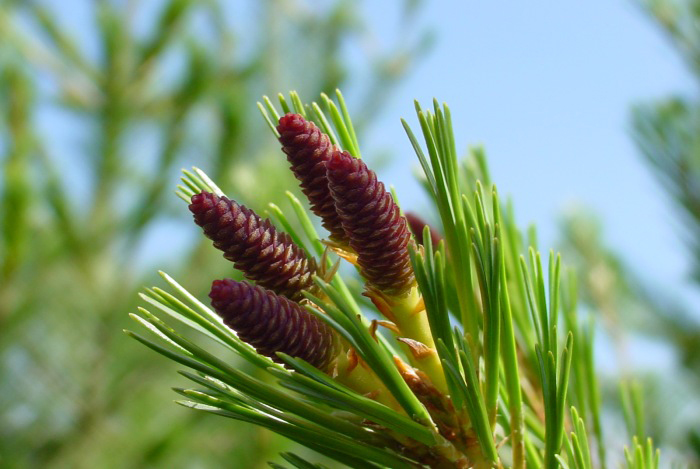
Borovice pohorská, mladé samičí šištice po opylování a jehlice.
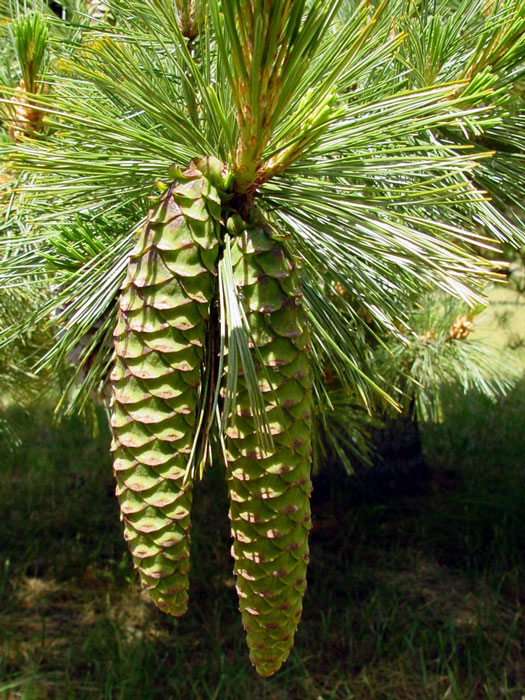
Borovice pohorská, uzavřené samičí šištice.
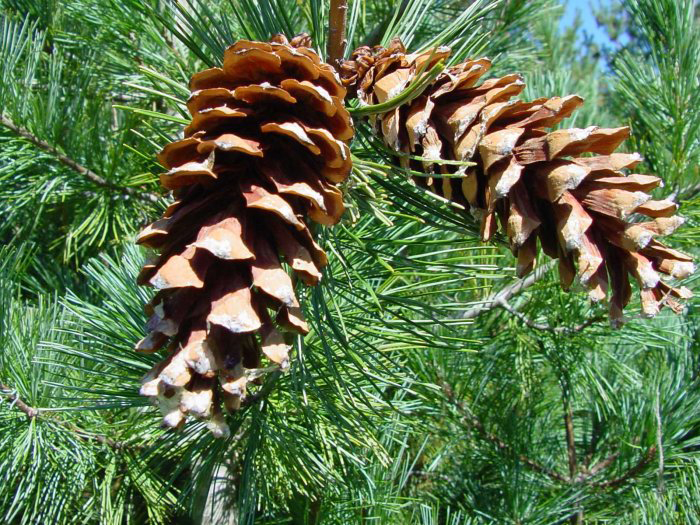
Borovice pohorská, rozevřené samičí šištice.
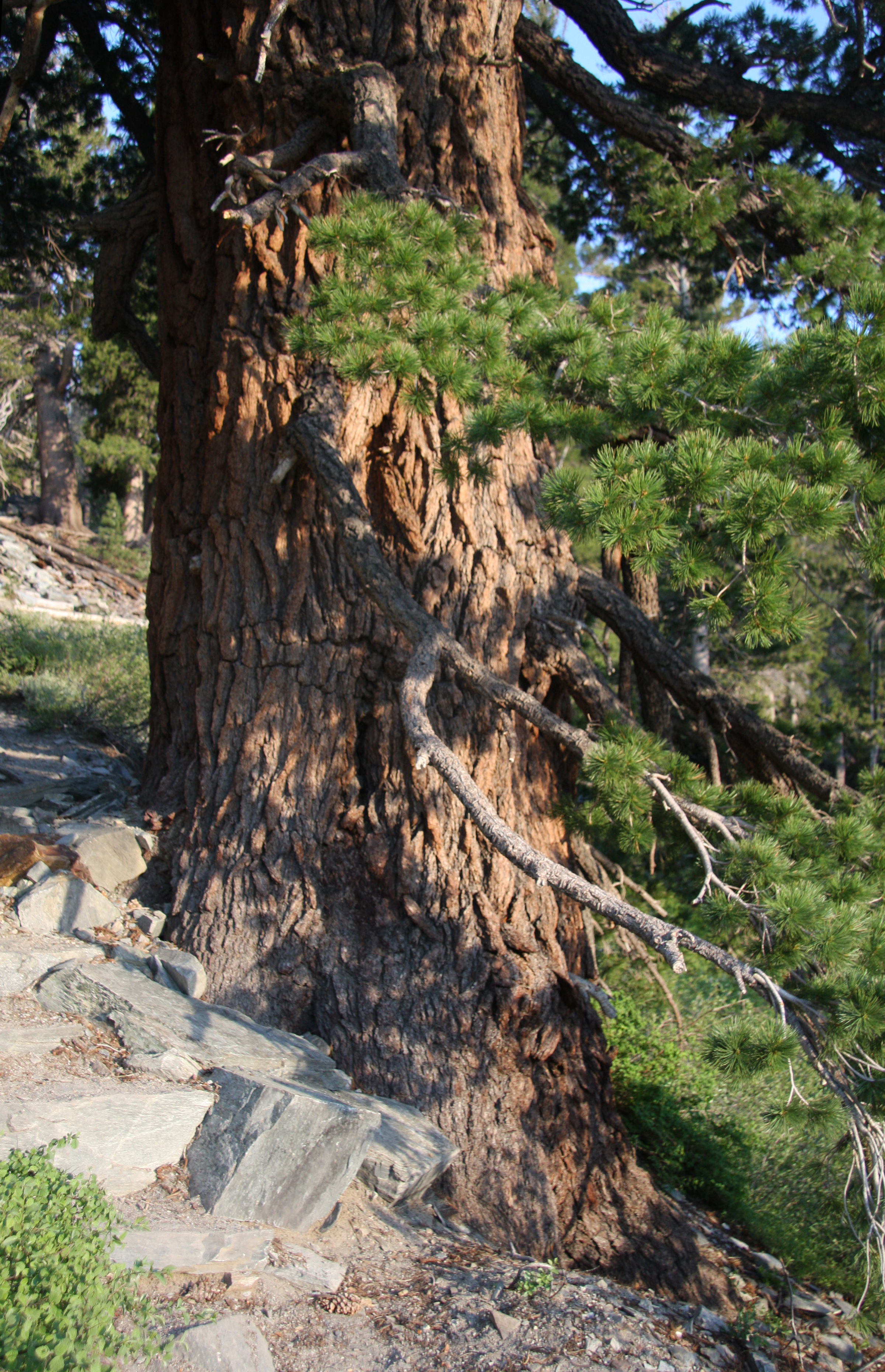
Borovice pohorská, borka.